# 巴默峰

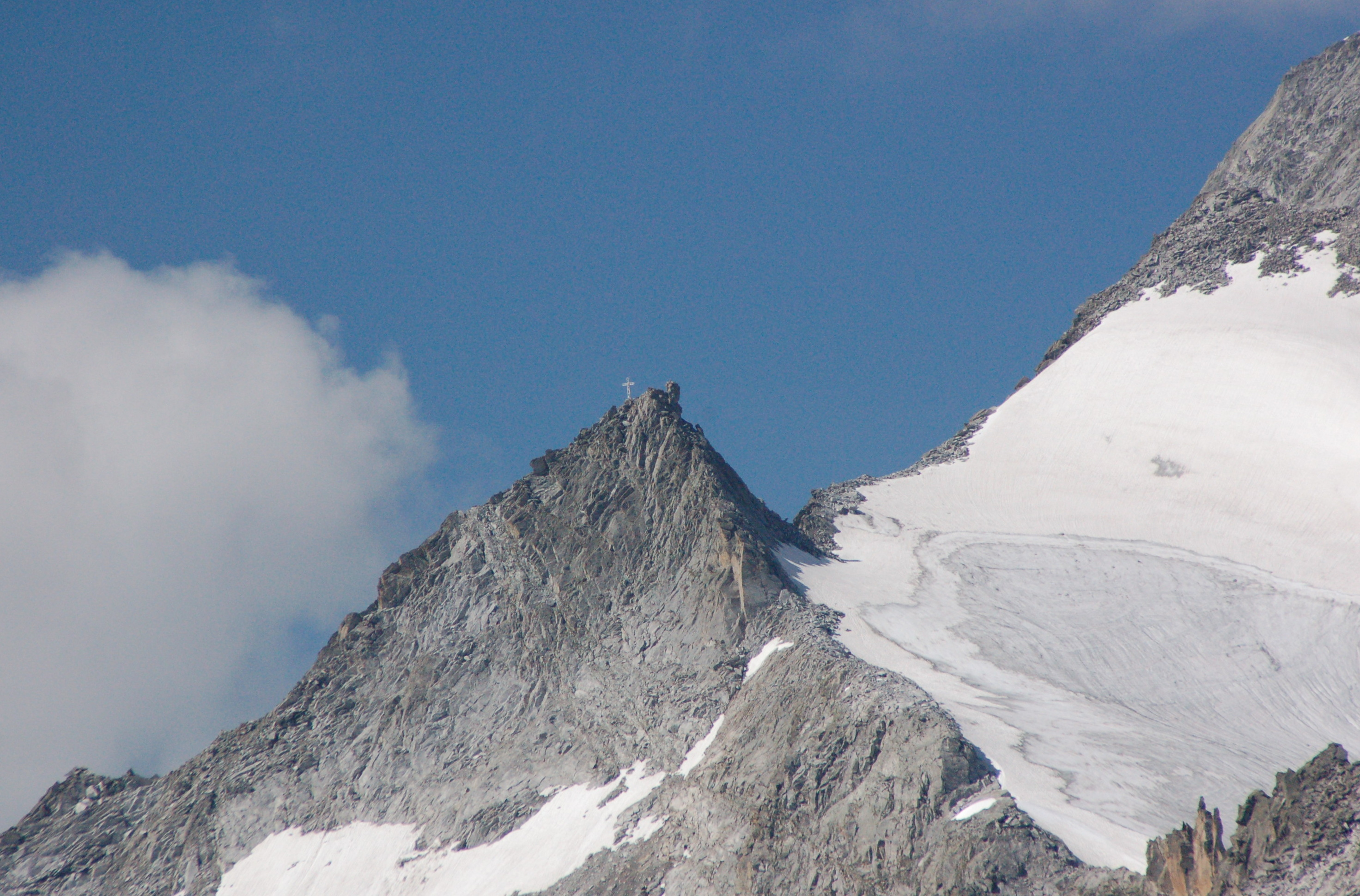

46°55′00″N 12°09′10″E / 46.91673°N 12.15288°E
巴默峰（德語：Barmer Spitze），是中歐的山峰，位於奧地利和意大利接壤的邊境，屬於里塞費納山脈的一部分，距離霍赫加爾山0.2公里，海拔高度3,200米，每年平均降雨量1,874毫米。